# الساحل (المغرب)
الساحل هي قرية مغربية شمال المملكة. تنتمي الساحل لإقليم العرائش الساحلي. تضم هذه القرية 15.785 نسمة (إحصاء 2004).